# Côtes-de-bergerac (AOC)
côtes-de-bergerac AOC – nazwa francuskiego wina wytwarzanego w 90 gminach departamentu Dordogne. Pierwotnie apelacja dla danego obszaru została stworzona w 1936, w 1955 Côtes-de-bergerac została wydzielona z Bergerac AOC przy zachowaniu wspólnego terytorium. 
Apelacje różnią się wymogami jakościowymi produkcji, wina Côtes-de-bergerac mają wyższą minimalną zawartość alkoholu (poziom naturalny 11,5%) oraz mniejszą dopuszczalną produkcję z hektara (50 hl/ha). Wina białe przynajmniej w 75% muszą się składać ze szczepów głównych (sémillon, sauvignon blanc, sauvignon gris, muscadelle), obiązkowy jest również udział ugni blanc (maks. 25%), a udział szczepów uzupełniających nie może przekroczyć 20%. Wina czerwone, muszą zawierać przynajmniej dwie z czterech dopuszczonych odmian winorośli: cabernet franc, cabernet sauvignon, cot (malbec), merlot.. Roczna produkcja w tej apelacji przekracza 75 tys. hl.
Wino czerwone nadaje się do dłuższego przechowywania (nawet do 10 lat, optymalnie 3-7) ze względu na dużą zawartość garbników, wina białe lekko słodkie zaleca się przechowywać do 5 lat..

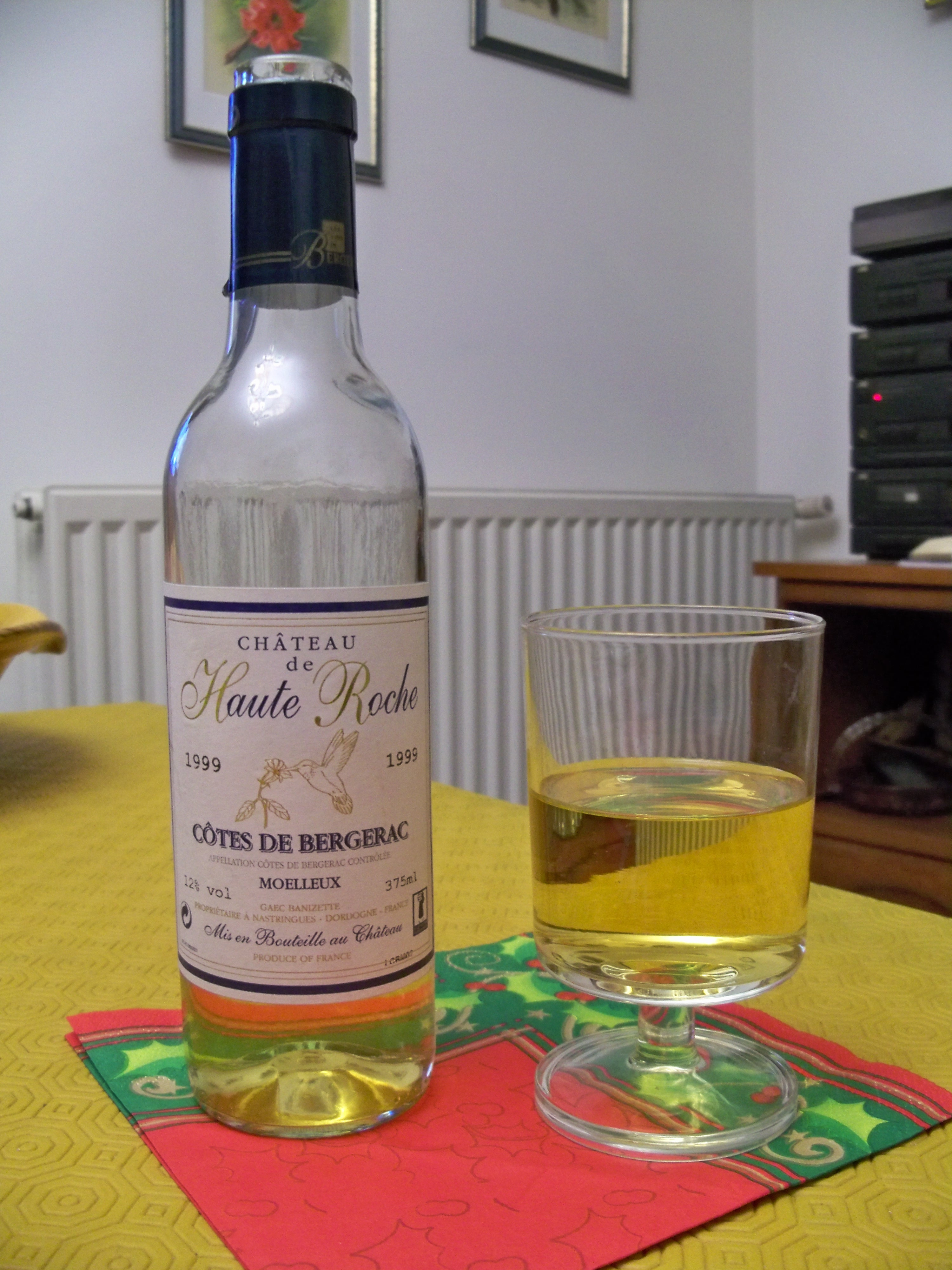
Pochodzące z Nastringues słodkie wino Côtes-de-bergerac